# 联合委员会
联合委员会或称村委会，巴基斯坦的第四级及最基层的地方政府机构，由包括主任（ناظم）和副主任（نائب ناظم）在内的13名委员组成。联合委员会是巴基斯坦的第六级行政区划，其上分别为国家、省、专区、县和乡。
联合委员会属于法人团体，包括主任、副主任，不超过三名的文书，以及其他必要的辅助人员组成。村主任是该委员会的负责人，副主任辅助在主任缺席时暂代其职责，文书则在村主任的监督协调和促进社区发展，并负责委员会的日常运作以及提供市政服务。

## 历史
2007年，巴基斯坦115个县共有5375个农村联合委员会。截止2008年，巴基斯坦有超过6000个联合委员会。

## 组成
每个村均应设有一个联和委员会，并由以下13名直接选举产生的成员组成：
（a） 六名穆斯林委员，被选为一般席位，其中两名为女性
（b） 四名委员，农民和工人席位，其中两名为女性
（c） 一名少数群体委员
（d） 村主任和副主任作为联合候选人选举产生
当少数民族人口超过全村总人口百分之十时，应当以政府规定的方式通过重新分配（a）和（b）条款中规定的席位来增加（c）款中提到的少数族裔社区保留席位。

## 村主任的权力和职能
村主任作为联合委员会的行政首长，应负责：
- 领导全村的发展，编制预算和年度发展计划；
- 领导组织管理村际市政基础设施；
- 领导协助乡市政当局进行空间规划；
- 加入公正者小组（Musalihat Anjuman）；
- 处置联合委员会行政事务
- 记录村委会文书的年度绩效评估报告
- 以及向有关当局报告：
  - 侵犯国家和地方政府财产，违反土地使用和建筑法律、规则和细则。
  - 销售和贸易危险和冒犯性物品；
  - 环境和健康危害；
  - 食品掺假；
  - 违反联盟区域内的公共水道。

村主任应对其个人或在其指示下作出的违反本条例或任何其他现行法律的任何规定的决定所产生的任何财务或其他损失承担个人责任，并对没有合法权限所产生的任何支出负责。